# Коимлох
Коимлох (устар. Коим-Лых) — река в России, протекает по Сургутскому району Ханты-Мансийского АО. Устье реки находится в 778 км от устья реки Большой Юган по левому берегу. Длина реки составляет 102 км, площадь водосборного бассейна — 672 км².

## Притоки
- 17 км: Нанигль (лв)
- Ем-Юхигль (лв)
- 52 км: река без названия (пр)
- 68 км: река без названия (лв)
- 83 км: река без названия (лв)

## Данные водного реестра
По данным государственного водного реестра России относится к Верхнеобскому бассейновому округу, водохозяйственный участок реки — Обь от города Нефтеюганск до впадения реки Иртыш, речной подбассейн реки — Обь ниже Ваха до впадения Иртыша. Речной бассейн реки — (Верхняя) Обь до впадения Иртыша.
Код объекта в государственном водном реестре — 13011100212115200047307.